# Marcel Unger
Marcel Unger (* 6. Juni 1985 in Nordhausen) ist ein deutscher Fußballschiedsrichter.

## Leben

### Ausbildung und Beruf
Unger lebt in Tangstedt (Kreis Pinneberg) und ist Diplom-Wirtschaftsinformatiker. Er arbeitet als Leiter SAP-ERP.

### Laufbahn als Schiedsrichter
Unger legte mit 13 Jahren seine Schiedsrichterausbildung ab und pfeift seitdem für die FSG '99 Salza-Nordhausen in Nordhausen. Er schaffte innerhalb von 12 Jahren den Aufstieg in die Bundesliga. Er gehört dem Thüringer Fußball-Verband an und leitete von 2011 an Spiele der Zweiten Fußball-Bundesliga und war Assistent in der ersten Fußball-Bundesliga. Seit der Saison 2014/2015 pfeift er in der Regionalliga und ist spezialisierter Assistent in der 2. Bundesliga. Zur Saison 2019/2020 folgte der Aufstieg als Assistent in die 1. Bundesliga. Insgesamt absolvierte er bisher über 300 Spiele als Assistent im Profibereich und agierte dabei regelmäßig im Team von Bibiana Steinhaus.
Am 30. September 2020 kam er, beim letzten Spiel von Bibiana Steinhaus, beim DFL-Supercup zwischen Bayern München und Borussia Dortmund zum Einsatz.
Unger leitete die Pokalfinals 2008 und 2012 des Fußballverbandes Thüringen und assistierte 2009 und 2016.
Am 9. Dezember 2021 assistierte er erstmals in der Europa League (PFC Ludogorets Razgrad – FC Midtjylland) und am 1. August 2023 erstmals in der Qualifikation für die UEFA-Champions-League (Panathinaikos Athen – SK Dnipro).
Am 12. August 2023 kam er erneut beim DFL-Supercup zwischen Bayern München und RB Leipzig zum Einsatz, diesmal im Team um Bastian Dankert. Am 25. Mai 2024 war er erneut als Assistent von Dankert beim DFB-Pokalfinale zwischen dem 1. FC Kaiserslautern und Bayer 04 Leverkusen aktiv.